# Gouvernement Rudi
 Aragon
Iglesias III Lambán I
Le gouvernement Rudi est le gouvernement de l'Aragon entre le 16 juillet 2011 et le 6 juillet 2015, durant la VIIIe législature des Cortes d'Aragon. Il est présidé par Luisa Fernanda Rudi.

## Historique
Aux élections régionales du 22 mai 2011, Luisa Fernanda Rudi mène la campagne du parti conservateur contre Eva Almunia, conseillère à la Présidence du gouvernement régional aragonais. Elle arrive en tête avec 39,7 % des voix et 30 députés sur 67, après douze années de domination socialiste, et passe environ un mois plus tard un accord avec le Parti aragonais (PAR), qui dispose de 7 élus, assurant son investiture à la tête de la communauté autonome. L'accord ne prévoit cependant pas la participation du PAR au gouvernement, mais lui accorde la présidence des Cortes d'Aragón et divers postes de l'administration régionale. 
Dans son discours d'investiture, prononcé le 12 juillet devant les Cortes, elle annonce un plan de réduction des dépenses publiques, avec notamment la réduction d'un quart des départements exécutifs, des postes de haut fonctionnaire, une grande réforme de l'administration publique, un audit et une loi de limitation de l'endettement régional, sans toutefois porter atteinte aux dispositifs de l'État providence, qu'elle considère comme véritablement importants. Elle propose en outre une réforme fiscale destinée à favoriser les donations et le tourisme hivernal. Investie le lendemain par 37 voix sur 67, Luisa Fernanda Rudi prête serment le 14 juillet, devenant la première présidente d'Aragon.

## Composition

### Initiale
| Fonction                                                                          | Titulaire | Titulaire                            | Parti |
| --------------------------------------------------------------------------------- | --------- | ------------------------------------ | ----- |
| Présidente                                                                        |           | Luisa Fernanda Rudi Úbeda            | PP    |
| Conseiller à la Présidence et à la Justice                                        |           | Roberto Pablo Bermúdez de Castro Mur | PP    |
| Conseiller aux Finances et aux Administrations publiques                          |           | Mario Garcés Sanagustín              | PP    |
| Conseiller à l'Économie et à l'Emploi                                             |           | Francisco Bono Ríos                  | Sans  |
| Conseiller aux Travaux publics, à l'Urbanisme, au Logement et aux Transports      |           | Rafael Fernández de Alarcón          | Sans  |
| Conseiller à la Politique territoriale et à l'Intérieur                           |           | Antonio Suárez Oriz                  | PP    |
| Conseiller à l'Agriculture, à l'Élevage et à l'Environnement                      |           | Federico García López                | PP    |
| Conseiller à l'Industrie et à l'Innovation                                        |           | Modesto Lobón Sobrino                | PP    |
| Conseillère à l'Éducation, à l'Enseignement supérieur, à la Culture et aux Sports |           | María Dolores Serrat Moré            | PP    |
| Conseiller à la Santé, au Bien-être social et à la Famille                        |           | Ricardo Oliván Bellosta              | PP    |

### Remaniement du3 janvier 2012
- Les nouveaux conseillers sont indiqués en gras, ceux ayant changé d'attributions en italique.

| Fonction                                                                          | Titulaire | Titulaire                                                        | Parti |
| --------------------------------------------------------------------------------- | --------- | ---------------------------------------------------------------- | ----- |
| Présidente                                                                        |           | Luisa Fernanda Rudi Úbeda                                        | PP    |
| Conseiller à la Présidence et à la Justice                                        |           | Roberto Pablo Bermúdez de Castro Mur                             | PP    |
| Conseiller aux Finances et aux Administrations publiques                          |           | José Luis Saz Casado (jusqu'au 07/04/2014) Javier Campoy Monreal | PP    |
| Conseiller à l'Économie et à l'Emploi                                             |           | Francisco Bono Ríos                                              | Sans  |
| Conseiller aux Travaux publics, à l'Urbanisme, au Logement et aux Transports      |           | Rafael Fernández de Alarcón                                      | Sans  |
| Conseiller à la Politique territoriale et à l'Intérieur                           |           | Antonio Suárez Oriz                                              | PP    |
| Conseiller à l'Agriculture, à l'Élevage et à l'Environnement                      |           | Modesto Lobón Sobrino                                            | PP    |
| Conseiller à l'Industrie et à l'Innovation                                        |           | Arturo Aliaga López                                              | PAR   |
| Conseillère à l'Éducation, à l'Enseignement supérieur, à la Culture et aux Sports |           | María Dolores Serrat Moré                                        | PP    |
| Conseiller à la Santé, au Bien-être social et à la Famille                        |           | Ricardo Oliván Bellosta                                          | PP    |